# 140628 Klaipeda
140628 Klaipeda este un asteroid din centura principală de asteroizi.

## Descriere
140628 Klaipeda este un asteroid din centura principală de asteroizi. A fost descoperit pe 20 octombrie 2001 la Moletai de Kazimieras Černis și Justas Zdanavičius. Asteroidul prezintă o orbită caracterizată de o semiaxă mare de 2,40 ua, o excentricitate de 0,14 și o înclinație de 5,8° în raport cu ecliptica.